# Nacundafalknattskärra
Nacundafalknattskärra (Chordeiles nacunda) är en fågel i familjen nattskärror.

## Utseende
Nacundafalknattskärran är en stor falknattskärra med kort stjärt och långa, rundade vingar. Kroppen är sandbrum ed svarta fläckar, tydligt kontrasterande mot vitt på stripe och buk. I flykten sysn vita vingundersidor, svarta ytterdelar på vingarna och en tydlig stor vit vingfläck. Hanen har vitt på stjärtspetsen som honan saknar.

## Utbredning och systematik
Nacundafalknattskärra delas in i två underarter med följande utbredning:
- C. n. nacunda – förekommer ifrån östra Peru och Brasilien söder om Amazonfloden till Paraguay och centrala Argentina
- C. r. coryi – förekommer från Colombia till Venezuela, Trinidad, Guyanaregionen och norra Brasilien

Numera inkluderas den i falknattskärresläktet Chordeiles, men placerades tidigare som ensam art i släktet Podager.

## Levnadssätt
Nacundafalknattskärran hittas i savann, gräsmarker och våtmarker samt vid skogsbryn. Den ses ibland födosöka i stora flockar.

## Status
Arten har ett stort utbredningsområde och beståndet anses stabilt. Internationella naturvårdsunionen IUCN listar den därför som livskraftig (LC).

## Namn
Fågelns svenska och vetenskapliga artnamn kommer från namnet på fågeln på Guaraní Nhakundá, ordagrant "stor mun".

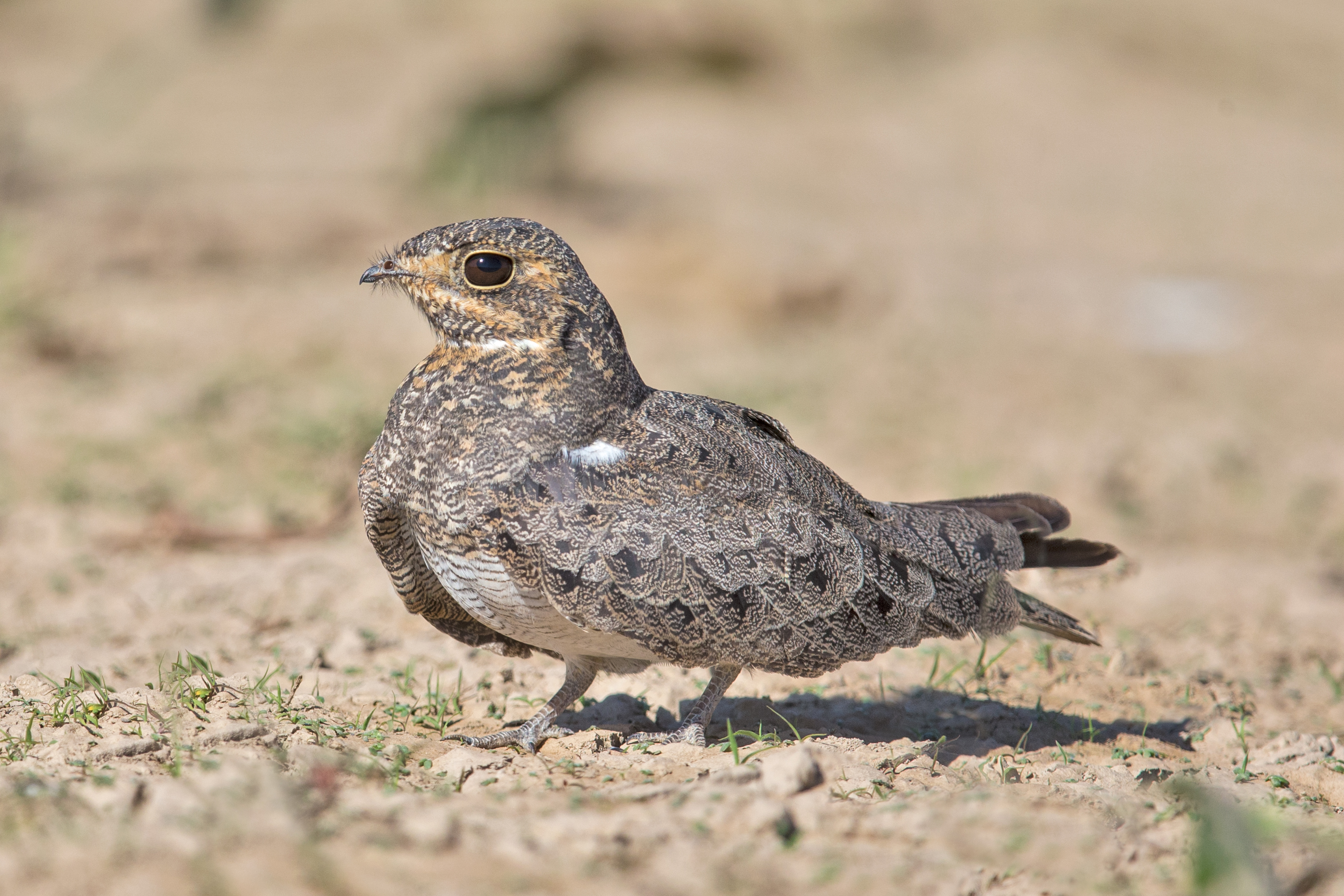